# Richie Sambora
Richard "Richie" Stephen Sambora (Perth Amboy, 11 de julho de 1959) é um guitarrista, cantor e compositor norte-americano, conhecido por ter sido, até 2013, o guitarrista solo da banda de hard rock Bon Jovi.

## Carreira
Richie frequentou o curso superior de psicologia durante dois anos. Entretanto, participava de disputas de bandas de garagem na universidade e alternava os estudos com as apresentações em bares locais. Antes de se juntar ao Bon Jovi, participou numa audição para o Kiss, mas, por achar que a banda não se adequava às suas expectativas como músico, pois possuíam influências e gêneros diferentes, não entrou para o grupo.
Apresenta-se desde os 15 anos e participou de muitas bandas ao longo da carreira, como Rebel, The Mercy, Duque Williams & the Extremes, The Message (com Alec John Such), Richie Sambora & Friends, The Next e Bon Jovi (na qual permaneceu de 1983 até 2013), totalizando mais de 30 anos de estrada.
Em março de 2013, foi anunciada a sua saída dos Bon Jovi por problemas pessoais, durante a tour Because We Can. Na ocasião levantou-se a suspeita de ser pelo seu antigo envolvimento com álcool e dependência de analgésicos, mas, por ter estado sóbrio em 2013, a sua saída estaria possivelmente ligada a desentendimentos com Jon Bon Jovi. Em 2016, Sambora admite, numa entrevista, que usava álcool e drogas, mas que isso não foi o fator determinante da sua saída, e sim os caminhos criativos que a banda estava a tomar, que já não o satisfaziam.

## Guitarras
Richie possui uma vasta coleção de guitarras, tendo pelo menos 130 exemplares de guitarras elétricas, de dois e três braços, sendo elas principalmente Fender Vintage e guitarras acústicas Ovation e Guild.
Richie é multi-instrumentista, toca guitarra, guitarra clássica, bandolim, baixo, bateria, saxofone, trompete, piano e acordeão.
Além dos diversos CDs gravados com a banda Bon Jovi, tem três solos: Stranger In This Town, Undiscovered Soul e Aftermath of the Lowdown.
Até 1992, a Fender, famosa marca de instrumentos musicais, fabricava a guitarra Fender Stratocaster Richie Sambora Signature. Em 2005, assinou contrato com a Gibson, outra marca poderosa, mas o modelo ainda não tinha sido divulgado. Desde 2006, assina com a ESP.
No entanto, Richie é inseparável das suas Fender RS Superstrat Cherry Sunburst e White Pearl, equipadas com humbuckers e pontes Floyd Rose.

## Vida pessoal
Em 1989, Richie iniciou um relacionamento com a cantora Cher, que terminou em 1991. Casou-se com a atriz Heather Locklear em 15 de dezembro de 1994, com quem teve uma filha, Ava Elizabeth Sambora, nascida em 4 de outubro de 1997. Richie compôs uma música instrumental para a sua filha, intitulada Ava's Eyes. Richie e Heather se separaram em 2005, quando ele iniciava a turnê do álbum Have a Nice Day com a banda, e divorciaram-se em 2006.
Depois do divórcio, começou a namorar a atriz Denise Richards. O namoro terminou em 2007 por decisão dela, que optou por dar uma nova oportunidade ao ex-marido Charlie Sheen. Richie namorou a também guitarrista Orianthi Panagaris, com quem excursionou em 2014, gravando um álbum em 2017. Em 2018, o relacionamento chegou ao fim.
Em julho de 2016, Richie Sambora e Orianthi Panagaris, com seu projeto RSO - Feat. Richie Sambora & Orianthi, estiveram no Brasil para fazer o show principal da noite de 10 de julho do evento Samsung Best of Blues Festival, no auditório externo do Parque Ibirapuera.

## Discografia

### Solo
- Stranger In This Town - 1991, Jambco, Mercury, PolyGram
- Undiscovered Soul - 1998, Mercury
- Aftermath Of The Lowdown - 2012, Dangerbird/independente

### Bon Jovi
- Bon Jovi  (1984)
- 7800° Fahrenheit  (1985)
- Slippery When Wet  (1986)
- New Jersey  (1988)
- Keep the Faith  (1992)
- These Days  (1995)
- Crush  (2000)
- Bounce  (2002)
- Have a Nice Day  (2005)
- Lost Highway  (2007)
- The Circle  (2009)
- What About Now (2013)

#### Prêmios
- 1987 - Venceram - MTV Video Music Awards - Melhor Performance No Palco ("Livin' On A Prayer")
- 1988 - Venceram - American Music Awards - Melhor Banda, Dupla ou Grupo de Pop/Rock
- 1991 - Venceram - MTV Video Music Awards - Prêmio de Honra -Vídeo Vanguarda
- 1995 - Venceram - MTV Europe Music Awards - Melhor Performance de Rock
- 1996 - Venceram - British Awards - Melhor Grupo Internacional
- 1997 - Indicados - Grammy Award - Melhor Vídeo de Música, "Longa Metragem" (Live From London)
- 2000 - Venceram - My VH1 Awards - Vídeo do Ano - "It's my Life" e Melhor Música do Ano - "Its My Life"
- 2000 - Venceram - Gold Disc (Japão) - Álbum Estrangeiro de Rock do Ano
- 2000 - Venceram - TMF Award (Noruega) - Melhor Banda de Rock Internacional
- 2000 - Venceram - German Echo Awards (Alemanha) - Melhor Grupo Internacional
- 2001 - Venceram - My VH1 Award - Melhor Show Ao Vivo por "One Wild Night Live 1985 - 2001"
- 2001 - Indicados - MTV Europe Music Awards - Melhor Grupo

Melhor Performance de Rock
- 2003 - Indicados - Grammy Award - Melhor Performance Vocal de Dupla ou Grupo ("Everyday")
- 2004 - Indicados - Grammy Award - Melhor Performance Vocal de Dupla ou Grupo ("Misunderstood")
- 2004 - Venceram - American Music Awards - Prêmio de Honra - Conjunto da obra
- 2006 - Venceram - People Choice Award - Melhor Música de Rock do Ano (Who Say's You Can't Go Home)
- 2006 - Venceram -  Grammy Award - Best Country Collaboration With Vocals (Jennifer Nettles) -  Who Says You Can't Go Home

### RSO
- Rise - EP - 2017
- Making History - EP - 2017
- Radio Free America - 2018

### Com Shark Frenzy
- Shark Frenzy - 2004, Sanctuary

### Prêmios
- 1987 - Venceu - American Music Award - Melhor Guitarrista do Ano
- 1989 - Venceu - American Music Award - Melhor Guitarrista do Ano
- 1992 - Venceu - EMI - Melhor Solo de Guitarra (Dry County)
- 1992 - Venceu - EMI - Melhor Guitarrista do Ano
- 1992 - Venceu - American Music Award - Melhor Solo de Guitarra (Dry County)
- 1992 - Venceu - American Music Award - Melhor Guitarrista do Ano
- 2000 - Indicado - EMI - Melhor Solo de Guitarra - Everyday
- 2005 - Indicado - VMB - Melhor Guitarrista do Ano